# 旁分泌调节
细胞信号转导可分为三大类：自分泌调节、内分泌调节和旁分泌调节。自分泌信号转导是指细胞分泌调节分子，并被同一细胞上的受体分子接收。在内分泌信号转导中，调节分子由内分泌腺释放到血液中，从而在远处的细胞中产生活性。最后，在旁分泌信号转导中，旁分泌调节分子由细胞释放，从而在同一组织内的邻近细胞中产生活性。
旁分泌调节对许多细胞过程至关重要。旁分泌信号传导的例子包括调节胰岛素分泌、调节血流以及调节表皮稳态。

## 胰岛素分泌
胰岛素由胰腺胰岛内的β细胞分泌，调节葡萄糖从血液进入细胞进行代谢。当血糖水平高时，例如餐后，胰腺的β细胞会受到刺激释放胰岛素。胰岛素是一种激素，它刺激全身细胞吸收葡萄糖进行代谢，从而降低血糖水平。当葡萄糖代谢增加导致ATP水平升高时，就会发生这种情况，从而关闭β细胞上的ATP敏感钾通道。随后，细胞去极化打开电压门控钙通道，导致Ca 2+内流，这是胰岛素释放所必需的。
这些 β 细胞分泌胰岛素受到胰岛内 α 细胞和 δ 细胞的旁分泌活动以及邻近 β 细胞的自分泌活动的调节。胰岛中的 α 细胞会释放胰高血糖素，这种激素通过刺激糖原储存的分解来增加血液中的葡萄糖浓度，从而拮抗胰岛素来调节血糖水平。然而，胰高血糖素也可以激活胰腺 β 细胞上的受体，增加胰岛素的分泌。这只会在血糖略高的情况下发生，因为这些情况会通过关闭钾通道和打开钙通道来刺激细胞去极化，这是释放胰岛素所必需的，如前所述。α 细胞还表现出一些其他的旁分泌功能，可以刺激胰腺 β 细胞分泌胰岛素。这些包括释放 GLP-1 和促皮质素释放激素 (CRH)。
胰腺δ细胞还通过释放生长抑素（又称生长激素抑制激素，GHIH）来旁分泌调节胰岛素和胰高血糖素的分泌。生长抑素可以抑制α细胞释放胰高血糖素，也可以抑制β细胞释放胰岛素。

## 血流（量）
另一个受旁分泌信号调控的细胞过程是血流。血管收缩和血管舒张是指全身血管的收缩和扩张，以精确控制血流。血管收缩和血管舒张包括：血管周围平滑肌细胞的肌源性收缩、氧气和二氧化碳浓度变化的代谢性收缩以及局部旁分泌信号。
控制血流的旁分泌信号机制依赖于血液和免疫系统释放激素。血液中的血小板会释放激素血栓素A2 、凝血酶和血清素。当血管内皮细胞缺失时，这些激素会扩散到血管平滑肌组织，刺激血管收缩，从而导致该区域的血流量减少。当内皮细胞完好无损时，血小板释放的血清素和凝血酶以及二磷酸腺苷（ADP）会刺激内皮细胞产生一氧化氮和前列环素。这些信号分子随后刺激血管平滑肌松弛，引起血管扩张和血流量增加。
肥大细胞（一种白细胞）也通过释放组胺参与旁分泌调节血流。在免疫反应中，肥大细胞会释放组胺，刺激内皮细胞产生一氧化氮和前列环素。这再次发出信号，促使血管平滑肌组织松弛，从而导致血管扩张和血流量增加。

## 表皮稳定
表皮稳态的维持依赖于组织更新和损伤过程中皮肤细胞的更替，以及防止皮肤细胞过度发育。这是由表皮角质形成细胞的增殖和分化控制的，而表皮角质形成细胞的增殖和分化又受旁分泌信号调控。如果没有适当的调节，就可能出现牛皮癣和伤口修复障碍等皮肤疾病。
真皮层（表皮下方的组织层）中分布着成纤维细胞。成纤维细胞参与体内结缔组织的形成和维持。 [10]这些成纤维细胞会释放多种调节表皮角质形成细胞的激素，其中两种是角质形成细胞生长因子(KGF) 和粒细胞-巨噬细胞集落刺激因子(GM-CSF)。KGF 和 GM-CSF 都是刺激表皮角质形成细胞再生的激素，均受角质形成细胞衍生因子 IL-1 的调节。IL-1 是一种生长因子，由角质形成细胞在应激条件下（例如受伤或紫外线照射）释放。当 IL-1 释放时，它会刺激成纤维细胞释放 KGF 和 GM-CSF，从而诱导角质形成细胞再生。
银屑病是由于表皮稳态失衡而发生的疾病，角质形成细胞过度增殖会导致厚厚的皮肤病变。表皮生长因子受体(EGFR)是一种与银屑病相关的受体酪氨酸激酶(RTK)。在银屑病患者中，EGFR 及其多种配体过度生成或过度活跃，导致表皮角质形成细胞过度增殖。目前已发现两种治疗银屑病的方法相对有效。PD-169540 是一种拮抗 EGFR RTK 的药物，已被证明可以减轻银屑病的症状。此外，西妥昔单抗是一种常用于化疗的抗 EGFR 抗体。西妥昔单抗已被发现在某些情况下可以减轻银屑病的症状，因为它可以抑制 EGFR RTK。

## 结论
旁分泌调节在人体许多细胞过程中发挥着至关重要的作用。虽然并非详尽无遗，但这包括调节胰岛素分泌、血流和表皮稳态。这些过程以及许多其他过程对于维持人体功能至关重要。内分泌系统作为一个整体，包括旁分泌、自分泌和内分泌调节方式，是一个负责维持人体整体稳态的复杂系统。该系统的紊乱会导致多种可能有害的疾病和病症。